# Смоленский политехнический колледж
| областное государственное бюджетное профессиональное образовательное учреждение «Смоленская областная технологическая академия» |

## Краткая история
6 июля 1930 года президиум Западного обл. исполкома рассмотрел вопрос о расширении сети индустриальных техникумов в области и принял решение о создании в г. Смоленске электротехникума. Базой для его создания была выбрана 6-я девятилетняя школа с электрическим уклоном. Электротехникум находился в ведении наркомата коммунального хозяйства РСФСР, а на месте подчинялся Западному облкомхозу.
В 1967 г. техникум был передан в Министерство электронной промышленности СССР, получил ряд новых специальностей и стал называться Смоленским техникумом электронных приборов (СТЭП). Для студентов СТЭП в 1977 г. выстроено общежитие на 716 мест. Он имеет 29 лабораторий и кабинетов, спортивный и актовый залы, библиотеку и читальный зал, тир, спортивную площадку, ремонтные, электромонтажные, механические и слесарные мастерские. Все специальные лаборатории и кабинеты были оснащены оборудованием и приборами, отвечающими современному уровню техники.
Приказом Федерального агентства по образованию от 27 ноября 2008 г. № 1711 государственное образовательное учреждение среднего профессионального образования «Смоленский техникум электронных приборов» переименовано в Федеральное государственное образовательное учреждение среднего профессионального образования «Смоленский политехнический колледж».
Распоряжением Администрации Смоленской области от 30.12.2011 №2440-р/адм Федеральное государственное образовательное учреждение среднего профессионального образования «Смоленский политехнический колледж» переименовано в областное государственное бюджетное образовательное учреждение среднего профессионального образования «Смоленский политехнический колледж».
Распоряжением Администрации Смоленской области от 14.02.2014 №129-р/адм Областное государственное бюджетное образовательное учреждение среднего профессионального образования «Смоленский политехнический колледж» переименовано в областное государственное бюджетное образовательное учреждение среднего профессионального образования «Смоленский политехнический техникум».
Распоряжением Администрации Смоленской области от 22.09.2015 №1407-р/адм Областное государственное бюджетное образовательное учреждение среднего профессионального образования «Смоленский политехнический техникум» переименовано в областное государственное бюджетное профессиональное образовательное учреждение «Смоленский политехнический техникум».
Распоряжением Администрации Смоленской области от 30.04.2019 №627-р/адм Областное государственное бюджетное образовательное учреждение среднего профессионального образования «Смоленский политехнический техникум» переименовано в областное государственное бюджетное профессиональное образовательное учреждение «Смоленская областная технологическая академия».

## Направление деятельности
- Профессия 08.01.26 "Мастер по ремонту и обслуживанию инженерных систем жилищно-коммунального хозяйства";
- Профессия 09.01.03 "Мастер по обработке цифровой информации";
- Специальность 09.02.01 "Компьютерные системы и комплексы";
- Специальность 09.02.07 "Информационные системы и программирование";
- Специальность 11.02.01 "Радиоаппаратостроение";
- Специальность 11.02.02 "Техническое обслуживание и ремонт радиоэлектронной техники (по отраслям)";
- Профессия 13.01.10 "Электромонтер по ремонту и обслуживанию электрооборудования (по отраслям)";
- Специальность 13.02.11 "Техническая эксплуатация и обслуживание электрического и электромеханического оборудования (по отраслям)";
- Профессия 15.01.31 "Мастер контрольно-измерительных приборов и автоматики";
- Специальность 15.02.05 "Техническая эксплуатация оборудования в торговле и общественном питании";
- Специальность 38.02.01 "Экономика и бухгалтерский учет (по отраслям)";
- Специальность 38.02.03 "Операционная деятельность в логистике";
- Специальность 38.02.05 "Товароведение и экспертиза качества потребительских товаров";
- Специальность 38.02.07 "Банковское дело";
- Специальность 44.02.06 "Профессиональное обучение (по отраслям)";
- Специальность 46.02.01 "Документационное обеспечение управления и архивоведение".

Набор производится на базе 9-ти и 11-ти классов.
Срок обучения после 9 классов составляет 3 года 10 месяцев, после 11 — 2 года 10 месяцев.
Для специальностей 11.02.02 и 13.02.11 есть заочная форма обучения.